# Арадска епархија
Арадска епархија је бивша српска, а садашња румунска епархија, која је до 1865. године потпадала под Карловачку митрополију, а након тога је прешла под надлежност Сибињске митрополије и данас се налази у саставу Румунске православне цркве.
Арадска епархија је имала надлежност на подручју северно од Мориша и у Кришани, односно Покришју, као настављач традиције Јенопољске епархије из времена пре доласка Турака. Обновљена је као Јенопољско-арадска епархија после Велике сеобе 1690. године, и до 1864, налазила се у саставу Карловачке митрополије. После раздвајања српског и румунског дела територије, нашла у саставу Сибињске митрополије.

## Историја
Православно хришћанство има дугу историју међу Румунима и Србима у Араду и читавој области Поморишја. Средином 16. века, након потпадања под турску власт, области са обе стране реке Мориша укључене су у састав новоствореног Темишварског пашалука (1552). Недуго потом, 1557. године, заслугом српског патријарха Макарија I извршена је обнова Српске патријаршије са средиштем у Пећи. Током 16. и 17. века, на ширем подручју Поморишја помињу су две епархије Јенопољска и Липовска.
Током Бечког рата (1683-1699) читаво подручје Поморишја је постало поприште сукоба између хабзбуршких и турских снага. Након Велике сеобе Срба (1690) српски патријарх Арсеније III је успео да издејствује званичну потврду надлежности српског епископа Исаије Ђаковића над ширим подручјем Поморишја. Његово положај је потврђен повељом цара Леополда I од 4. марта 1695. године, чиме је озваничено постојање тамошње српске епархије под хабзбуршком влашћу. Пошто хабзбуршка војска до краја рата није успела да преотме читав Банат од Турака, све области јужно од реке Мориша су по слову Карловачког мира (1699) морале да буде враћене под турску власт. Услед тога, епископу Исаији Ђаковићу је преостало само северно Поморишје и он је за главно место своје епархије убрзо одабрао град Арад. Од тог времена, ова епархија се и званично прозвала Арадском епархијом. У проширеном наслову арадских епископа помињана су и друга места са подручја ове епархије, а најчешће Јенопоље и Велики Варадин.
- Темишварски пашалук у другој половини 16. века
- Српски устанак у Банату (1594)
- Тамишки Банат и Поморишје средином 18. века

Током читавог 18. века и све до половине 19. века, Арадска епархија је остала у саставу српске Карловачке митрополије. Иако су Срби у то време чинили знатан део становништва у самом Поморишју, у осталим деловима ове простране епархије велику већину су имали православни Румуни. Године 1769. у епархији је пописано 27.067 домова у 590 насеља. Управо ради заштите њихових (српских) верских права, арадски епископи су основали посебан викаријат (егзархат) у Великом Варадину. Посебне заслуге за одбрану румунског православља на тим просторима стекао је српски арадски епископ Синесије Живановић (1749—1768). Почетком 19. века, када су ојачали захтеви православних Румуна за добијањем црквене самоуправе, карловачки митрополити су за арадске епископе почели да постаљају јерархе двојног српско-румунског порекла, као што су били Нестор Јовановић и Герасим Рац.
Након дугих и сложених преговора између српског и румунског свештенства, донета је владарска резолуција од 24. децембра 1864. године којом је одобрено иступање Румуна из српске Карловачке митрополије. Ова резолуција је спроведена у дело током 1865. године. Према тадашњем српско-румунском споразуму, Арадска епархија је изузета из надлежности Карловачке митрополије и пребачена је под надлежност новостворене румунске Сибињске митрополије, а српске општине и парохије одвојене су у посебан Арадски српски протопрезвитерат и придружене су Темишварској епархији. У то време Срби су изгубили и свој стари манастир Ходош, код Арада, задужбину властеоске породице Јакшића из 15. века.
Арадска епархија је остала у саставу Сибињске митрополије све до Првог светског рата. Након стварања уједињене Румуније (1918), арадска епархија је заједно са осталим румунским епархијама са подручја дотадашње Аустроугарске ушла у састав јединствене Румунске православне цркве. Након Другог светског рата, створена је румунска Банатска митрополија у чији састав је 1947. године ушла и Арадска епархија. Јерарси Арадске епархије почевши од 2009. године носе почасни наслов архиепископа.

## Арадски епископи Карловачке митрополије
- Исаија Ђаковић (1695-1708)
- Јоаникије Мартиновић (1710—1721?), умро 1719.
- Софроније Раваничанин (1722—1726?), умро 1725, јенопољска епархија

|  | Вићентије Јовановић (1726—1731), 1731. постао митрополит београдско-карловачки. |

- Исаија Антоновић (1731—1748)

|  | Павле Ненадовић (1748—1749), 1749. постао митрополит карловачки |
|  | Синесије Живановић (1749—1768)                                  |

- Пахомије Кнежевић (1769—1783), родом из Будима, студирао је у Пожуну и Халеу,
- Петар Петровић (1784—1786)
- Павле Авакумовић (1786—1815), старином из Коморана, родом из Сентандреје, претходно епископ пакрачко-славонски, последњи Србин арадски владика
- Јосиф Путник (администратор) (1820—1828)
- Нестор Јовановић (1829—1830), Румун, родом из Фагараша у Трансилванији
- Герасим Рац (1835—1850), умро је 1850. године

|  | Прокопије Ивачковић (1853—1873), 1874. постао архиепископ карловачки и патријарх српски |

## Арадски епископи Сибињске митрополије
|  | Прокопије Ивачковић (1852-1873), 1874. постао архиепископ карловачки и патријарх српски |
|  | Мирон Романул (1873-1874)                                                               |
|  | Јоан Мециану (1874-1898), 1898. постао митрополит сибињски                              |

- Јосиф Голдиш (1899-1902)
- Јоан Пап (1903-1925)
- Григорије Комша (1925-1935)
- Андреј Мађеру (1936-1960)
- Николае Корнеану (1960-1962)

|  | Теоктист Арапашу (1962-1973), 1986. постао патријарх румунски |

- Висарион Аштилеану (1973-1984)
- Тимотеј Севичу (1984-)